# Hahnia cameroonensis
Hahnia cameroonensis là một loài nhện trong họ Hahniidae.
Loài này thuộc chi Hahnia. Hahnia cameroonensis được Robert Bosmans miêu tả năm 1987.